# Rajd Szwecji 1986
Rezultaty Rajdu Szwecji (36. International Swedish Rally), eliminacji Rajdowych Mistrzostw Świata w 1986 roku, który odbył się w dniach 14-16 lutego. Była to druga runda czempionatu w tamtym roku. Bazą rajdu było miasto Karlstad. 

## Zwycięzcy odcinków specjalnych[1]
| Etap | Data      | OS | Godzina | Nazwa            | Długość  | Zwycięzca                    | Czas  | Śred. pręd  | Lider rajdu    |
| ---- | --------- | -- | ------- | ---------------- | -------- | ---------------------------- | ----- | ----------- | -------------- |
| 1    | 14 lutego | 1  | b.d.    | Bäck             | 4,50 km  | Timo Salonen                 | 2:19  | 116,55 km/h | Timo Salonen   |
| 1    | 14 lutego | 2  | b.d.    | Mångshyttan      | 17,50 km | Timo Salonen                 | 9:55  | 105,88 km/h | Timo Salonen   |
| 1    | 14 lutego | 3  | b.d.    | Brattfors        | 18,00 km | Timo Salonen                 | 9:26  | 114,49 km/h | Timo Salonen   |
| 1    | 14 lutego | 4  | b.d.    | Rämmen           | 21,70 km | Timo Salonen                 | 11:22 | 114,55 km/h | Timo Salonen   |
| 1    | 14 lutego | 5  | b.d.    | Laggåsen         | 12,30 km | Timo Salonen Henri Toivonen  | 6:52  | 107,48 km/h | Timo Salonen   |
| 1    | 14 lutego | 6  | b.d.    | Råforsen         | 19,10 km | Timo Salonen                 | 9:12  | 124,57 km/h | Timo Salonen   |
| 1    | 14 lutego | 7  | b.d.    | Gärdås           | 46,90 km | Henri Toivonen               | 23:07 | 121,73 km/h | Henri Toivonen |
| 1    | 14 lutego | 8  | b.d.    | Branäs           | 26,20 km | Henri Toivonen               | 11:58 | 131,36 km/h | Henri Toivonen |
| 1    | 14 lutego | 9  | b.d.    | Andersberg       | 9,30 km  | Stig Blomqvist               | 5:43  | 97,61 km/h  | Henri Toivonen |
| 1    | 14 lutego | 10 | b.d.    | Bjälverud        | 21,60 km | Henri Toivonen               | 11:33 | 112,21 km/h | Henri Toivonen |
| 1    | 14 lutego | 11 | b.d.    | Langjohanstorp   | 20,10 km | Henri Toivonen               | 10:44 | 112,36 km/h | Henri Toivonen |
|      |           |    |         |                  |          |                              |       |             | Henri Toivonen |
| 2    | 15 lutego | 12 | b.d.    | Älvsbacka        | 14,00 km | Juha Kankkunen Kalle Grundel | 7:48  | 107,69 km/h | Juha Kankkunen |
| 2    | 15 lutego | 13 | b.d.    | Godåsen          | 43,70 km | Juha Kankkunen               | 20:11 | 118,20 km/h | Juha Kankkunen |
| 2    | 15 lutego | 14 | b.d.    | Malta            | 11,80 km | Juha Kankkunen               | 6:24  | 110,63 km/h | Juha Kankkunen |
| 2    | 15 lutego | 15 | b.d.    | Musjoheden       | 29,89 km | Kalle Grundel                | 15:31 | 115,58 km/h | Juha Kankkunen |
| 2    | 15 lutego | 16 | b.d.    | Lövåsen          | 27,40 km | Juha Kankkunen               | 14:13 | 115,64 km/h | Juha Kankkunen |
| 2    | 15 lutego | 17 | b.d.    | Vassjön          | 5,70 km  | Kalle Grundel                | 3:57  | 86,58 km/h  | Juha Kankkunen |
| 2    | 15 lutego | 18 | b.d.    | Bredsjön         | 16,00 km | Juha Kankkunen               | 9:28  | 101,48 km/h | Juha Kankkunen |
| 2    | 15 lutego | 19 | b.d.    | Bogen            | 14,40 km | Markku Alén                  | 8:26  | 102,45 km/h | Juha Kankkunen |
| 2    | 15 lutego | 20 | b.d.    | Mangen           | 22,10 km | Markku Alén                  | 13:29 | 98,34 km/h  | Juha Kankkunen |
| 2    | 15 lutego | 21 | b.d.    | Sölje            | 27,00 km | Markku Alén                  | 15:01 | 107,88 km/h | Juha Kankkunen |
| 2    | 15 lutego | 22 | b.d.    | Värmskog         | 13,70 km | Markku Alén                  | 8:39  | 95,03 km/h  | Juha Kankkunen |
| 2    | 15 lutego | 23 | b.d.    | Mariebergsskogen | 2,00 km  | Juha Kankkunen Markku Alén   | 2:36  | 46,15 km/h  | Juha Kankkunen |
|      |           |    |         |                  |          |                              |       |             | Juha Kankkunen |
| 3    | 16 lutego | 24 | b.d.    | Vålåsen          | 9,00 km  | Juha Kankkunen               | 6:19  | 85,49 km/h  | Juha Kankkunen |
| 3    | 16 lutego | 25 | b.d.    | Amot             | 10,40 km | Juha Kankkunen               | 5:40  | 110,12 km/h | Juha Kankkunen |
| 3    | 16 lutego | 26 | b.d.    | Fredros          | 14,50 km | Markku Alén Kalle Grundel    | 8:04  | 107,85 km/h | Juha Kankkunen |
| 3    | 16 lutego | 27 | b.d.    | Lenungen         | 13,00 km | Juha Kankkunen               | 8:50  | 88,30 km/h  | Juha Kankkunen |
| 3    | 16 lutego | 28 | b.d.    | Häljebyn         | 47,00 km | Kalle Grundel                | 25:47 | 108,67 km/h | Juha Kankkunen |
| 3    | 16 lutego | 29 | b.d.    | Borgvik          | 9,70 km  | Markku Alén                  | 5:25  | 107,45 km/h | Juha Kankkunen |
| 3    | 16 lutego | 30 | b.d.    | I2               | 8,13 km  | Markku Alén                  | 5:18  | 93,96 km/h  | Juha Kankkunen |

| Zwycięzcy OS-ów | Zwycięzcy OS-ów |
| Kierowca        | Ilość           |
| --------------- | --------------- |
| Juha Kankkunen  | 9               |
| Markku Alén     | 8               |
| Timo Salonen    | 6               |
| Kalle Grundel   | 5               |
| Henri Toivonen  | 5               |
| Stig Blomqvist  | 1               |

## Wyniki końcowe rajdu[2]
| Msc. | Kierowca            | Pilot            | Samochód                | Czas    | Strata | Grupa | Punkty |
| ---- | ------------------- | ---------------- | ----------------------- | ------- | ------ | ----- | ------ |
| 1    | Juha Kankkunen      | Juha Piironen    | Peugeot 205 Turbo 16 E2 | 5:09.19 | 0.0    | B12M  | 20     |
| 2.   | Markku Alén         | Ilkka Kivimäki   | Lancia Delta S4         | 5:11.13 | +1.54  | B12M  | 15     |
| 3.   | Kalle Grundel       | Benny Melander   | Ford RS200              | 5:15.35 | +6.16  | B12M  | 12     |
| 4.   | Mikael Ericsson     | Reinhard Michel  | Audi 90 Quattro         | 5:24.39 | +15.20 | A8M   | 10     |
| 5.   | Gunnar Pettersson   | Arne Pettersson  | Audi Coupé Quattro      | 5:24.57 | +15.38 | A8M   | 8      |
| 6.   | Jean-Claude Andruet | Annick Peuvergne | Citroën BX4TC           | 5:33.05 | +23.46 | B12M  | 6      |
| 7.   | Kenneth Eriksson    | Peter Diekmann   | Volkswagen Golf GTI 16V | 5:34.30 | +25.11 | A7M   | 4      |
| 8.   | Roger Ericsson      | Per Rosendahl    | Subaru RX Turbo         | 5:38.01 | +28.42 | A8    | 3      |
| 9.   | Björn Johansson     | Anders Olsson    | Opel Kadett GSI         | 5:41.22 | +32.03 | A7    | 2      |
| 10.  | Sören Nilsson       | Åke Gustavsson   | Audi 90 Quattro         | 5:42.51 | +33.32 | A8    | 1      |

1. ↑  Litera M przy oznaczeniu grupy do której należy samochód oznacza, iż tylko ci producenci byli liczeni w klasyfikacji producentów na koniec sezonu.

## Klasyfikacja po 2 rundach
Tabele przedstawiają tylko pięć pierwszych miejsc.

### Kierowcy
| Lp. | Kierowca       | Pkt |
| --- | -------------- | --- |
| 1   | Juha Kankkunen | 28  |
| 2   | Henri Toivonen | 20  |
| 3   | Timo Salonen   | 15  |
| 4   | Markku Alén    | 15  |
| 5   | Hannu Mikkola  | 12  |

### Producenci
| Lp. | Producent             | Pkt |
| --- | --------------------- | --- |
| 1   | Lancia Martini        | 37  |
| 2   | Peugeot Talbot Sport  | 37  |
| 3   | Audi Sport            | 29  |
| 4   | Volkswagen Motorsport | 19  |
| 5   | Ford Motor Co Ltd.    | 14  |